# Haworthia wittebergensis
Haworthia wittebergensis ist eine Pflanzenart der Gattung Haworthia in der Unterfamilie der Affodillgewächse (Asphodeloideae). Das Artepitheton wittebergensis verweist auf das Vorkommen der Art in den südafrikanischen Wittebergen.

## Beschreibung
Haworthia wittebergensis wächst stammlos und langsam sprossend. Die 20 bis 30 langen und schlanken, verschmälerten Laubblätter bilden eine Rosette mit einem Durchmesser von bis zu 3 Zentimetern. Die Laubblätter sind deutlich stängelumfassend. Ihre graugrüne Blattspreite ist bis zu 15 Zentimeter lang und 0,8 Zentimeter breit. Die Blattoberfläche ist lederig. An der Blattspitze und am Blattkiel befinden sich weiße Dornen.
Der schlanke, lockere Blütenstand erreicht eine Länge von bis zu 30 Zentimeter und besteht aus 15 bis 20 Blüten. Die weißen Blüten weisen eine grüne Nervatur auf und sind locker angeordnet. 

## Systematik und Verbreitung
Haworthia wittebergensis ist in der südafrikanischen Provinz Westkap bei Laingsburg auf den Wittebergen verbreitet.
Die Erstbeschreibung durch Winsome Fanny Barker wurde 1942 veröffentlicht.

## Nachweise